# 維克納
維克納（挪威語：Vikna）是挪威已撤銷的市镇，曾位於北特倫德拉格郡。該市镇存在於1869年至2020年間。